# Yongzheng
Yongzheng (xinès: 雍正, manxú Aisin-Gioro Yinzhen, pinyin: Yōngzhèng) fou el quart emperador de la dinastia Qing. També conegut com a Shizong (que no s'ha de confondre amb l'emperador Shizong (1449-1457) de la dinastia Ming ni tampoc amb l'emperador Shizong (1123-1189) de la Dinastia Jin (1115-1234).
Va néixer el 13 de desembre de 1678 a Pequín i mort en aquesta ciutat el 8 d'octubre. Era el quart fill de l'emperador Kangxi i de l'emperadriu Xiaogongren (com es va conèixer pòstumament). Va tenir dificultats al començament del seu regnat a causa dels rumors que l'acusaven d'usurpador perquè, en principi, no era l'hereu i que va arribar a ser-ho a causa de les maniobres en contra dels seus germans. De nen ja va rebre una instrucció militar. Coneixia les llengües manxú, xinesa i mongol. Estudià els clàssics, i també a muntar a cavall i practicar la caça. El 1704, arran de les inundacions dels rius Iang-Tsé i Huanghe, el seu pare el va enviar cap al sud per proporcionar ajuda als damnificats. Impulsà reformes i intentà suprimir males pràctiques del regnat Kangxi, cosa que va originar ressentiments entre els buròcrates. Yongzheng va governar la Xina en pau i prosperitat durant 13 anys (de 1722 a 1735). Va instaurar el Gran Consell que posteriorment va tenir gran importància. Amb Yongzheng el poder imperial va arribar a les seves cotes més altes. El seu successor fou Qianlong. Està enterrat al Mausoleu Qing de l'Oest a 120 quilòmetres de Pequín.